# Wikinomija
Wikinomija (ili engl Wikinomics) označava novi oblik poslovanja s revolucionarnim oblikoma suradnje. Pojam je skovao Kanađan Don Tapscott.
Prema Tapscottu ljudi djeluju samoorganizirano, bez hijerarhija i krutih organizacijskih struktura zajednički na projektima: Primjeri su razvoj softvera otvorenog koda (npr., Linux) Internetskih enciklopedija kao što je Wikipedia do analize ljudskog genoma (Projekt humanog genoma). Ostali primjeri su myspace, YouTube i Flickr.
Istoimena knjiza Wikinomics opisuje o uspjesima u gospodarstvu. Tvrtka Goldcorp Challenge također se spominje, kao sudjelovanje IBMa na Apache HTTP poslužitelj i interna komunikacija od strane djelatnika Geek Squada na igrici Battlefield 2.
Ovaj novi oblik gospodarske aktivnosti omogućuje Internet, tj. globalna infrastruktura, u kojoj su troškovi komunikacije rada, znanje i kapitala (troškovi suradnje) vrlo niski ili praktički eliminirani.
Tapscott navodi četiri faktora, koji su karakteristične za Wikinomiju:
- dragovoljna suradnja
- otvorenost
- kultura dijeljenja
- globalno djelovanje

Wikinomija povezuje prvi put u ljudskoj povijesti, potrošača kao Prosumera u proizvodni postupak.
U tom smislu je wikinomija prema Tapscottu novi pokret koji je u izvjesnom smislu suprotno od izrabljivana ljudi u ranijim vremenima.
Pokretačka sila iza wikinomije, "generacije Y", proizvodi na dobrovoljnoj osnovi dodatnu vrijednost za narodno gospodarstvo.

## Vanjske poveznice
- http://www.wikinomics.com/ Službena stranica knjige/ Begriff
- BusinessWeek: Innovation in the Age of Mass Collaboration (en) (1. veljače 2007.)
- Enterprise 2.0 Conference Boston: "Winning with the Enterprise 2.0" Presentation by Don Tapscott (en)  Arhivirana inačica izvorne stranice od 2. listopada 2015. (Wayback Machine) (18. lipnja 2007.)
- Offene Webseite für das letzte Kapitel (Website for the public to create the "unwritten chapter")  Arhivirana inačica izvorne stranice od 15. travnja 2012. (Wayback Machine)
- "Wikinomics – Harnessing collaboration outside and inside the corporation" erschienen im Vodafone Receiver Magazine Ausgabe 19")  Arhivirana inačica izvorne stranice od 2. listopada 2011. (Wayback Machine)